# Ферстаппен, Макс
Ма́кс Эми́лиан Ферста́ппен (нидерл. Max Emilian Verstappen; род. 30 сентября 1997, Хасселт, Бельгия) — нидерландский автогонщик. Пилот команды «Ред Булл Рейсинг» Формулы-1. Четырёхкратный чемпион мира в классе «Формула-1» (2021, 2022, 2023, 2024). Офицер ордена Оранских-Нассау (2022).
Рекордсмен по количеству побед в одном сезоне (19) и количеству выигранных подряд Гран-при Формулы-1 (10). Оба достижения завоеваны в сезоне-2023. Самый высокооплачиваемый гонщик Формулы-1 по версии Forbes c годовым контрактом $75 млн.

## Биография
Макс Ферстаппен родился в автоспортивной семье, его отец Йос с 1994 по 2003 год выступал в Формуле-1, мать Софи Кумпен участвовала в турнирах по картингу в юношеском возрасте, а дядя Энтони и дед Пол соревновались в гонках GT.
Хотя мать Ферстаппена бельгийка, а сам он родился и вырос в Бельгии, Ферстаппен заявляет, что больше чувствует себя голландцем, поэтому выступает под нидерландской лицензией.
Гонщик состоит в отношениях с Келли Пике, дочерью Нельсона Пике. Они начали встречаться в 2020 году после первой встречи четырьмя годами ранее. Разница в возрасте у пары составляет девять лет. 1 мая 2025 года у пары родилась дочь Лили.
Является болельщиком футбольных клубов ПСВ и «Барселона».
16 июля 2016 года нидерландской группой Pitstop Boys была выпущена песня про Макса Ферстаппена «Super Max!».

### Картинг
Ферстаппен начал заниматься картингом в четыре с половиной года. Уже в 2005 году он стал серебряным призёром в Limburgs Kart Championship в классе Mini Junior, а в следующем году перешёл в Minimax, в котором стал чемпионом в ряде серий: Rotax Max Challenge Belgium (2006, 2007, 2008), Dutch championship Rotax Max, Rotax Max Challenge Belgium National (2007), BNL Kartins Series (2008), VAS Championship (2009); также в 2008 году выиграл Belgian Championship в классе Cadet, а в 2009 — в классе KF5.
В 2010 году перешёл в класс KF3, где стал чемпионом в Bridgestone Cup Europe, WSK Nations Cup и WSK World Series, в 2010 и 2011 — WSK Euro Series. Далее выступал в KF2, где в 2012 году выиграл WSK Master Series, 17° Winter Cup, а в 2013 — South Garda Winter Cup. Также в 2013 — последнем сезоне выступлений в картинге — стал чемпионом WSK Master Series в классе KZ2, WSK Euro Series в классе KZ1, CIK-FIA World Championship и CIK-FIA European Championship в классе KZ и CIK-FIA European Championship в классе KF.

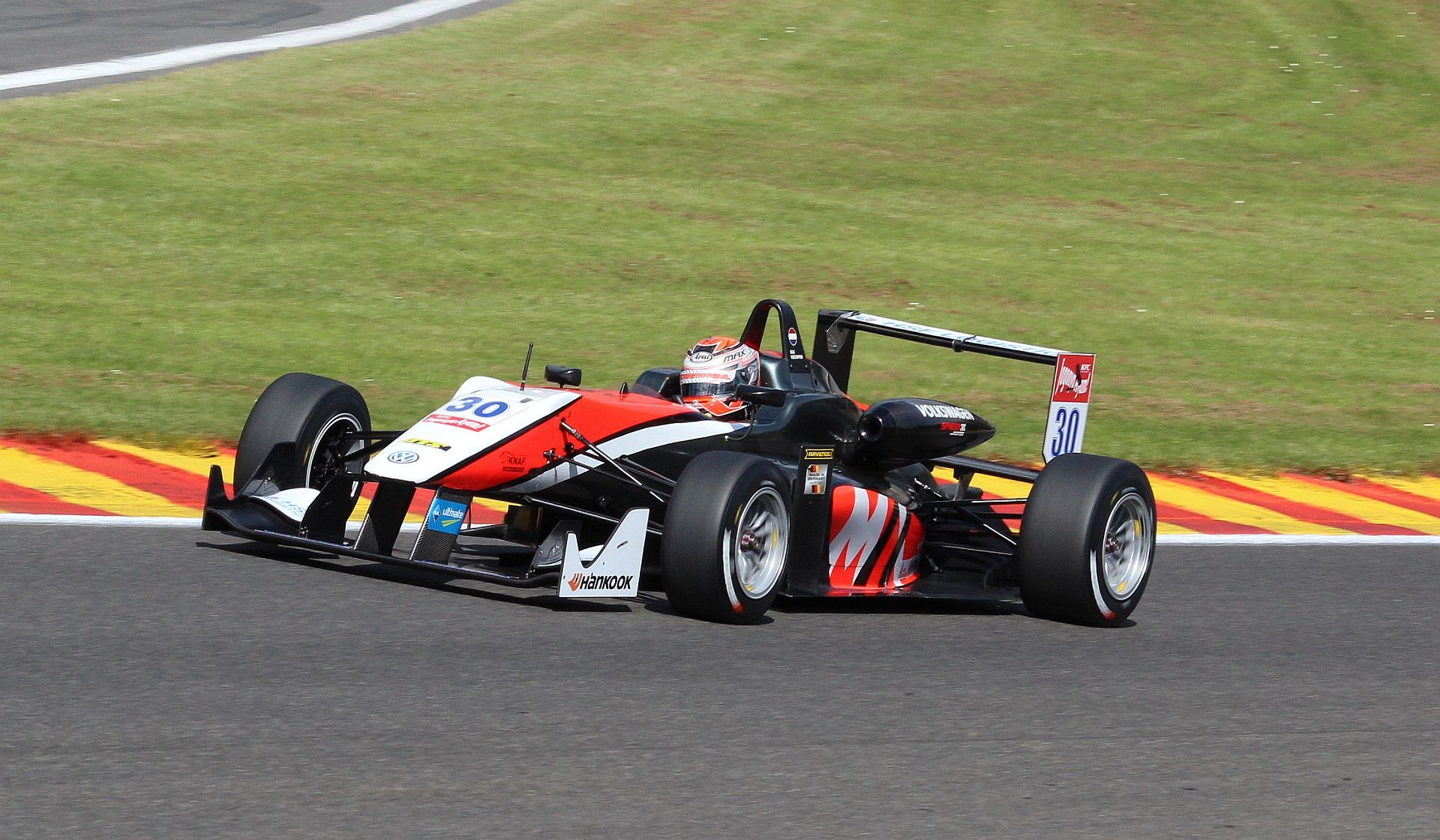
В чемпионате Европы Ф-3 в 2014 году

### Формула-3
В 2014 году Ферстаппен дебютировал в чемпионате Европы Формулы-3 в составе команды «Van Amersfoort Racing». За 33 гонки он 16 раз побывал на подиуме: занял первое место в третьей гонке первого этапа на «Хоккенхаймринге», во всех гонках на «Спа-Франкоршаме» и «Норисринге», в первой гонке на «Нюрбургринге», в третьей гонке на трассе «Имола» и в первой гонке второго этапа на «Хоккенхаймринге»; всего набрал 411 очков и стал бронзовым призёром чемпионата.
Также в 2014 году участвовал в двух ежегодно проходящих соревнованиях Формулы-3: Гран-при Макао и «Формула-3 Мастерс». В Гран-при Макао (в команде «Van Amersfoort Racing») он показал лучший круг гонки и занял седьмое место, а в гонке «Формулы-3 Мастерс» (в команде «Motopark»), носившей в этом году название Zandvoort Masters, взяв поул и показав лучший круг, стал первым.

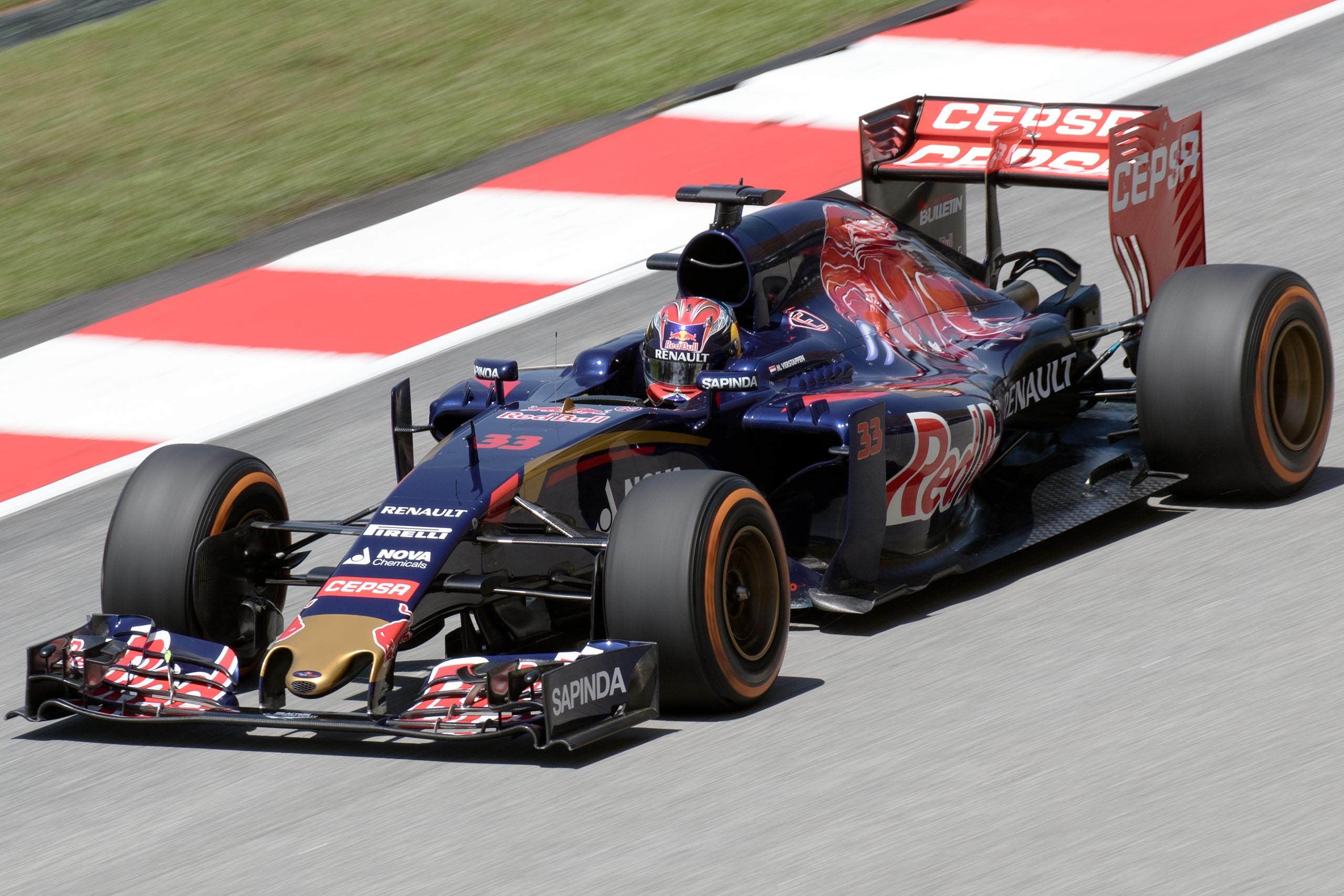
Ферстаппен в Формуле-1 в 2015 году

### Формула-1
В июле 2014 года появилось сообщение о том, что к Ферстаппену стали проявлять интерес команды Формулы-1 — Ferrari, McLaren и Red Bull, а уже в августе было официально объявлено о его включении в состав молодёжной программы Red Bull по приглашению Хельмута Марко, после чего он стал тест-пилотом в Toro Rosso. Через несколько лет, в июле 2018 года, Ники Лауда рассказал, что команда Mercedes пыталась подписать контракт с Ферстаппеном, но в Red Bull опередили их.
Ферстаппен принял участие в тренировке Гран-при Японии 2014 года, тем самым став самым молодым пилотом, принявшим участие в этапе Формулы-1. В августе 2014 года команда Toro Rosso заявила о подписании контракта с Ферстаппеном, по которому он стал её боевым пилотом в следующем сезоне. Ферстаппен дебютировал в 17 лет, в результате чего установил новый рекорд — стал самым молодым гонщиком в истории Формулы-1. В четырёх гонках сезона он сошёл, а за 15 остальных девять раз финишировал в очковой зоне, всего набрал 49 очков и занял 12-е место в личном зачёте.
Больше чем половину сезона Ферстаппен выступал в Формуле-1, ещё не имея обычных водительских прав. Он получил их только в день своего совершеннолетия — 30 сентября 2015 года.
В 2016 году Ферстаппен первые четыре этапа сезона провёл в составе Toro Rosso, а с пятого этапа выступал в Red Bull, где заменил Даниила Квята. 15 мая 2016 года, в возрасте 18 лет и 227 дней, Ферстаппен выиграл Гран-при Испании, став самым молодым победителем Гран-при Формулы-1. В личном зачёте в 2016 году с 204 набранными очками он стал пятым.
В 2017 году четыре раза поднимался на подиум, два раза становился победителем гонки, сезон закончил на шестом месте.
В 2018 году побывал на подиуме одиннадцать раз, снова одержал две победы, по итогам чемпионата стал четвёртым.
Сезон 2019 Ферстаппен начал лучше предыдущего, часто финишируя на грани подиума. В первых восьми гонках он дважды занимал третье место. После этого результаты стали улучшаться: он выиграл этапы в Австрии и Германии, а в Венгрии уступил победу Льюису Хэмилтону лишь на последних кругах. Далее наступил некоторый спад в результатах, и за следующие шесть этапов лишь единожды удалось финишировать на подиуме (при двух сходах). Конец же сезона Ферстаппену удалось закончить ударно — за три этапа он один раз победил и ещё дважды финишировал на подиуме. Вкупе с невысокими результатами соперников по чемпионату — Феттеля и Леклера, которые на двоих заработали лишь один подиум, а в Бразилии и вовсе столкнулись между собой — это позволило Ферстаппену подняться на третье место в чемпионате, уступив только пилотам Mercedes. Всего за сезон он заработал 278 очков.
На протяжении всего сезона 2021 года Ферстаппен боролся с Хэмилтоном — на двоих они выиграли 18 Гран-при из 22, в 14 случаях занимали первые два места в гонке. К последнему Гран-при, в Абу-Даби, они подошли с одинаковым количеством очков. Mercedes в конце сезона выглядел лучше, чем Red Bull, и в течение гонки Хэмилтон опережал Ферстаппена в борьбе за победу. За несколько кругов до финиша появилась машина безопасности. Рестарт был дан перед последним кругом, при этом гоночный директор Майкла Маси дал указание пропустить вперед круговых, причем только тех кто разделял лидировавших Хэмилтона и Ферстаппена. Так как к этому моменту шины у Ферстаппена были значительно свежее, это позволило ему легко опередить Хэмилтона и выиграть гонку, а вместе с ней и чемпионат. Данное решение гоночного директора многими [кем?] было сочтено сомнительным, командой Мерседес был подан протест. Протест был отклонен, результат гонки остался неизменным, однако впоследствии в правила были внесены изменения, а сам Майкл Маси был снят с должности.
Начало сезона-2022 для Ферстаппена стало неоднозначным. После изменений регламента и перехода на собственные двигатели скорость его машины сохранилась, но в первых трёх гонках он дважды сошёл из-за проблем с топливной системой. После третьего этапа чемпионата, Гран-при Австралии, Ферстаппен находился на 6-м месте в чемпионате и уступал лидеру Леклеру 46 очков. Однако следующие два этапа (Гран-при Эмилии-Романьи и Гран-при Майами) он выиграл и вышел уже на второе место в чемпионате, уступая Леклеру 19 очков. Из последующих одиннадцати этапов он победил восемь раз и не был на подиуме только на Гран-при Великобритании, где его машина получила повреждения. В Японии голландец лидировал всю гонку и выиграл ее. После финиша выяснилось, что за счет своего 5-секундного штрафа за опасный маневр на стартовой прямой по отношению к Серхио Пересу Шарль Леклер теряет одну позицию и математические шансы на чемпионство. Таким образом, соперников у Ферстаппена не осталось, и он досрочно стал чемпионом мира сезона 2022 года.

## Результаты выступлений

### Общая статистика
| Сезон | Серия                      | Команда               | Гонки                | Победы               | Поулы                | ЛК                   | Подиумы              | Очки                 | Место                |
| ----- | -------------------------- | --------------------- | -------------------- | -------------------- | -------------------- | -------------------- | -------------------- | -------------------- | -------------------- |
| 2014  | Florida Winter Series      | —                     | 12                   | 4                    | 3                    | 3                    | 7                    | —                    | —                    |
| 2014  | Чемпионат Европы Формулы-3 | Van Amersfoort Racing | 33                   | 10                   | 7                    | 7                    | 16                   | 411                  | 3                    |
| 2014  | Гран-при Макао             | Van Amersfoort Racing | 1                    | 0                    | 0                    | 1                    | 0                    | —                    | 7                    |
| 2014  | Зандворт Мастерс           | Motopark              | 1                    | 1                    | 1                    | 0                    | 1                    | —                    | 1                    |
| 2014  | Формула-1                  | Toro Rosso            | тест/резервный пилот | тест/резервный пилот | тест/резервный пилот | тест/резервный пилот | тест/резервный пилот | тест/резервный пилот | тест/резервный пилот |
| 2015  | Формула-1                  | Toro Rosso            | 19                   | 0                    | 0                    | 0                    | 0                    | 49                   | 12                   |
| 2016  | Формула-1                  | Toro Rosso            | 4                    | 0                    | 0                    | 0                    | 0                    | 204                  | 5                    |
| 2016  | Формула-1                  | Ред Булл              | 17                   | 1                    | 0                    | 1                    | 7                    | 204                  | 5                    |
| 2017  | Формула-1                  | Ред Булл              | 20                   | 2                    | 0                    | 1                    | 4                    | 168                  | 6                    |
| 2018  | Формула-1                  | Ред Булл              | 21                   | 2                    | 0                    | 2                    | 11                   | 249                  | 4                    |
| 2019  | Формула-1                  | Ред Булл              | 21                   | 3                    | 2                    | 3                    | 9                    | 278                  | 3                    |
| 2020  | Формула-1                  | Ред Булл              | 17                   | 2                    | 1                    | 3                    | 11                   | 214                  | 3                    |
| 2021  | Формула-1                  | Ред Булл              | 22                   | 10                   | 10                   | 6                    | 18                   | 395,5                | 1                    |
| 2022  | Формула-1                  | Ред Булл              | 22                   | 15                   | 7                    | 5                    | 17                   | 454                  | 1                    |
| 2023  | Формула-1                  | Ред Булл              | 22                   | 19                   | 12                   | 9                    | 21                   | 575                  | 1                    |
| 2024  | Формула-1                  | Ред Булл              | 24                   | 9                    | 8                    | 3                    | 14                   | 437                  | 1                    |
| 2025  | Формула-1                  | Ред Булл              | 14                   | 2                    | 4                    | 1                    | 5                    | 187                  | 3*                   |

* Сезон продолжается.

### Формула-1
| Легенда к таблице |                                                                    |
| --- | ------------------------------------------------------------------ |
| В таблице перечислены результаты всех Гран-при Формулы-1, в которых принимал участие гонщик. Строками таблицы являются сезоны, столбцами — этапы чемпионата мира. В каждой клетке указаны сокращённое название этапа и результат, дополнительно обозначенный цветом. Расшифровка обозначений и цветов представлена в нижеследующей таблице. |                                                                    |
| \| Пример \| Описание \| \| ------------ \| ------------------------------------------------------------------ \| \| 1 \| Победитель \| \| 2 \| Второе место \| \| 3 \| Третье место \| \| 5 \| Финишировал, заработав очки \| \| Сход \| Не финишировал, но при этом заработал очки \| \| 12 \| Финишировал, не получив очков \| \| НКЛ \| Финишировал, но не попал в финальную классификацию \| \| 15 \| Участвовал вне зачёта, либо по отдельной классификации \| \| 18 \| Не финишировал, но попал в финальную классификацию \| \| Сход \| Не финишировал \| \| НКВ \| Не прошёл квалификацию \| \| НПКВ \| Не прошёл предквалификацию \| \| ДСК \| Дисквалифицирован \| \| ИСК \| Исключён из протокола соревнований \| \| ТТ \| Заявлен для участия только в тренировках \| \| НС \| Участвовал в квалификации, но не стартовал в гонке \| \| Т \| Травмирован или болен \| \| ОТК \| Отказ от участия \| \| НТР \| Прибыл на соревнования, но на трассу не выезжал \| \| НПР \| Был заявлен в числе участников, но не прибыл к началу соревнований \| \| О \| Соревнования отменены \| \| \| Не участвовал \| \| Поул-позиция \| \| \| Быстрый круг \| \| |                                                                    |
| Пример | Описание                                                           |
| 1 | Победитель                                                         |
| 2 | Второе место                                                       |
| 3 | Третье место                                                       |
| 5 | Финишировал, заработав очки                                        |
| Сход | Не финишировал, но при этом заработал очки                         |
| 12 | Финишировал, не получив очков                                      |
| НКЛ | Финишировал, но не попал в финальную классификацию                 |
| 15 | Участвовал вне зачёта, либо по отдельной классификации             |
| 18 | Не финишировал, но попал в финальную классификацию                 |
| Сход | Не финишировал                                                     |
| НКВ | Не прошёл квалификацию                                             |
| НПКВ | Не прошёл предквалификацию                                         |
| ДСК | Дисквалифицирован                                                  |
| ИСК | Исключён из протокола соревнований                                 |
| ТТ | Заявлен для участия только в тренировках                           |
| НС | Участвовал в квалификации, но не стартовал в гонке                 |
| Т | Травмирован или болен                                              |
| ОТК | Отказ от участия                                                   |
| НТР | Прибыл на соревнования, но на трассу не выезжал                    |
| НПР | Был заявлен в числе участников, но не прибыл к началу соревнований |
| О | Соревнования отменены                                              |
| | Не участвовал                                                      |
| Поул-позиция |                                                                    |
| Быстрый круг |                                                                    |

| Сезон | Команда                      | Шасси            | Двигатель                          | Ш | 1        | 2        | 3        | 4        | 5        | 6        | 7        | 8        | 9        | 10       | 11       | 12       | 13       | 14       | 15     | 16       | 17       | 18       | 19     | 20    | 21    | 22    | 23    | 24    | Место | Очки  |
| ----- | ---------------------------- | ---------------- | ---------------------------------- | - | -------- | -------- | -------- | -------- | -------- | -------- | -------- | -------- | -------- | -------- | -------- | -------- | -------- | -------- | ------ | -------- | -------- | -------- | ------ | ----- | ----- | ----- | ----- | ----- | ----- | ----- |
| 2015  | Scuderia Toro Rosso          | Toro Rosso STR10 | Renault Energy F1-2015 1,6 V6T     | P | АВС Сход | МАЛ 7    | КИТ 17   | БАХ Сход | ИСП 11   | МОН Сход | КАН 15   | АВТ 8    | ВЕЛ Сход | ВЕН 4    | БЕЛ 8    | ИТА 12   | СИН 8    | ЯПО 9    | РОС 10 | США 4    | МЕК 9    | БРА 9    | АБУ 16 |       |       |       |       |       | 12    | 49    |
| 2016  | Scuderia Toro Rosso          | Toro Rosso STR11 | Ferrari 059/4 1,6 V6T              | P | АВС 10   | БАХ 6    | КИТ 8    | РОС Сход |          |          |          |          |          |          |          |          |          |          |        |          |          |          |        |       |       |       |       |       | 5     | 204   |
| 2016  | Red Bull Racing              | Red Bull RB12    | TAG Heuer (Renault RE16) 1,6 V6    | P |          |          |          |          | ИСП 1    | МОН Сход | КАН 4    | ЕВР 8    | АВТ 2    | ВЕЛ 2    | ВЕН 5    | ГЕР 3    | БЕЛ 11   | ИТА 7    | СИН 6  | МАЛ 2    | ЯПО 2    | США Сход | МЕК 4  | БРА 3 | АБУ 4 |       |       |       | 5     | 204   |
| 2017  | Red Bull Racing              | Red Bull RB13    | TAG Heuer (Renault R.E.17) 1,6 V6T | P | АВС 5    | КИТ 3    | БАХ Сход | РОС 5    | ИСП Сход | МОН 5    | КАН Сход | АЗЕ Сход | АВТ Сход | ВЕЛ 4    | ВЕН 5    | БЕЛ Сход | ИТА 10   | СИН Сход | МАЛ 1  | ЯПО 2    | США 4    | МЕК 1    | БРА 5  | АБУ 5 |       |       |       |       | 6     | 168   |
| 2018  | Aston Martin Red Bull Racing | Red Bull RB14    | TAG Heuer (Renault R.E.18) 1,6 V6T | P | АВС 6    | БАХ Сход | КИТ 5    | АЗЕ Сход | ИСП 3    | МОН 9    | КАН 3    | ФРА 2    | АВТ 1    | ВЕЛ 15   | ГЕР 4    | ВЕН Сход | БЕЛ 3    | ИТА 5    | СИН 2  | РОС 5    | ЯПО 3    | США 2    | МЕК 1  | БРА 2 | АБУ 3 |       |       |       | 4     | 249   |
| 2019  | Aston Martin Red Bull Racing | Red Bull RB15    | Honda R.A.619H 1,6 V6 T            | P | АВС 3    | БАХ 4    | КИТ 4    | АЗЕ 4    | ИСП 3    | МОН 4    | КАН 5    | ФРА 4    | АВТ 1    | ВЕЛ 5    | ГЕР 1    | ВЕН 2    | БЕЛ Сход | ИТА 8    | СИН 3  | РОС 4    | ЯПО Сход | МЕК 6    | США 3  | БРА 1 | АБУ 2 |       |       |       | 3     | 278   |
| 2020  | Aston Martin Red Bull Racing | Red Bull RB16    | Honda R.A.620H 1,6 V6 T            | P | АВТ Сход | ШТИ 3    | ВЕН 2    | ВЕЛ 2    | 70Л 1    | ИСП 2    | БЕЛ 3    | ИТА Сход | ТОС Сход | РОС 2    | АЙФ 2    | ПОР 3    | ЭМИ Сход | ТУР 6    | БАХ 2  | САХ Сход | АБУ 1    |          |        |       |       |       |       |       | 3     | 214   |
| 2021  | Red Bull Racing              | Red Bull RB16B   | Honda R.A.621H 1,6 V6 T            | P | БАХ 2    | ЭМИ 1    | ПОР 2    | ИСП 2    | МОН 1    | АЗЕ 18   | ФРА 1    | ШТИ 1    | АВТ 1    | ВЕЛ Сход | ВЕН 9    | БЕЛ 1    | НИД 1    | ИТА Сход | РОС 2  | ТУР 2    | США 1    | МЕХ 1    | САП 2  | КАТ 2 | САУ 2 | АБУ 1 |       |       | 1     | 395,5 |
| 2022  | Oracle Red Bull Racing       | Red Bull RB18    | Red Bull RBPTH001 1,6 V6 Т         | P | БАХ 19   | САУ 1    | АВС Сход | ЭМИ 1    | МАЙ 1    | ИСП 1    | МОН 3    | АЗЕ 1    | КАН 1    | ВЕЛ 7    | АВТ 2    | ФРА 1    | ВЕН 1    | БЕЛ 1    | НИД 1  | ИТА 1    | СИН 7    | ЯПО 1    | США 1  | МЕХ 1 | САП 6 | АБУ 1 |       |       | 1     | 454   |
| 2023  | Oracle Red Bull Racing       | Red Bull RB19    | Honda RBPT RBPTH001 1,6 V6 Т       | P | БАХ 1    | САУ 2    | АВС 1    | АЗЕ 2    | МАЙ 1    | МОН 1    | ИСП 1    | КАН 1    | АВТ 1    | ВЕЛ 1    | ВЕН 1    | БЕЛ 1    | НИД 1    | ИТА 1    | СИН 5  | ЯПО 1    | КАТ 1    | США 1    | МЕХ 1  | САП 1 | ЛАС 1 | АБУ 1 |       |       | 1     | 575   |
| 2024  | Oracle Red Bull Racing       | Red Bull RB20    | Honda RBPT RBPTH002 1,6 V6 Т       | P | БАХ 1    | САУ 1    | АВС Сход | ЯПО 1    | КИТ 1    | МАЙ 2    | ЭМИ 1    | МОН 6    | КАН 1    | ИСП 1    | АВТ 5    | ВЕЛ 2    | ВЕН 5    | БЕЛ 4    | НИД 2  | ИТА 6    | АЗЕ 5    | СИН 2    | США 3  | МЕХ 6 | САП 1 | ЛАС 5 | КАТ 1 | АБУ 6 | 1     | 437   |
| 2025  | Oracle Red Bull Racing       | Red Bull RB21    | Honda RBPT RBPTH003 1,6 V6 Т       | P | АВС 2    | КИТ 4    | ЯПО 1    | БАХ 6    | САУ 2    | МАЙ 4    | ЭМИ 1    | МОН 4    | ИСП 10   | КАН 2    | АВТ Сход | ВЕЛ 5    | БЕЛ 4    | ВЕН 9    | НИД    | ИТА      | АЗЕ      | СИН      | США    | МЕХ   | САП   | ЛАС   | КАТ   | АБУ   | 3*    | 187*  |

* Сезон продолжается.

## Комментарии
1. ↑  Согласно нидерландско-русской практической транскрипции правильное написание фамилии — Верстаппен.

### Комментарии
1. 1 2 3  Совершил «хет-трик»: стартовал с поул-позиции, показал быстрый круг в гонке и победил.
2. 1 2 3 4  Завоевал «большой шлем»: стартовал с поул-позиции, лидировал на финише каждого круга гонки и победил, показав при этом быстрый круг.
3. ↑  Получил дополнительные три очка за первое место в спринте.
4. ↑  В гонке пройдено менее 75% дистанции, поэтому начислена половина очков.
5. 1 2  Получил дополнительные два очка за второе место в спринте.
6. 1 2 3 4 5 6 7 8 9 10 11  Получил дополнительные восемь очков за первое место в спринте.
7. 1 2  Получил дополнительные пять очков за четвёртое место в спринте.
8. 1 2  Получил дополнительные шесть очков за третье место в спринте.
9. ↑  Получил дополнительные семь очков за второе место в спринте.
10. 1 2 3  Лидировал на каждом круге гонки.
11. ↑  Получил дополнительное очко за восьмое место в спринте.